# La Ferrière-sur-Risle
Ferrière-sur-Risle – miejscowość i gmina we Francji, w regionie Normandia, w departamencie Eure.
Według danych na rok 1990 gminę zamieszkiwało 241 osób, a gęstość zaludnienia wynosiła 1004 osoby/km² (wśród 1421 gmin Górnej Normandii Ferrière-sur-Risle plasuje się na 664 miejscu pod względem liczby ludności, natomiast pod względem powierzchni na miejscu 901).